# Nightcrawler
Nightcrawler, il cui vero nome è Kurt Wagner, è un personaggio dei fumetti statunitensi della Marvel Comics ideato nel 1975 da Chris Claremont e Len Wein (testi) e da Dave Cockrum (disegni). È un mutante e fa parte del gruppo degli X-Men. Fa la sua apparizione nel primo numero della rivista Giant Size X-Men (maggio 1975). Tra i suoi superpoteri il più caratteristico è il teletrasporto.

## Caratteristiche
Nightcrawler, pseudonimo di Kurt Wagner, è un mutante presente nella squadra degli X-Men. Egli vanta una vasta gamma di superpoteri, che vanno dal teletrasporto alla capacità di fondersi con l'oscurità, grazie alla quale riesce a mimetizzarsi. È inoltre dotato di ottime abilità ginniche e marziali e di una buona padronanza dell'arte della scherma.
Una delle peculiarità specifiche di Nightcrawler è il suo aspetto: ha ereditato la pelle blu e gli occhi gialli della madre, Mystica, e le sembianze demoniache del padre, Azazel, caratterizzate da tre dita nelle mani e nei piedi, canini aguzzi. A causa del suo aspetto viene spesso scambiato per una figura demoniaca, a dispetto del suo animo gentile e della sua fede di fervente cristiano cattolico.

## Biografia
Nightcrawler nasce in un periodo sconosciuto, figlio di Mystica e del mutante Azazel, sovrano dell'Isla das Demonas, che dichiara di essere Satana. Azazel incontra Mystica trent'anni prima, mentre era sposata al barone Wagner e viveva in Baviera, seducendola e ingravidandola per avere da lei uno dei figli che, secondo i suoi piani, gli servivano per generare dei portali tramite i quali invadere la terra con il suo esercito.
Quando viene al mondo, i suoi concittadini, spaventati dal suo aspetto e da quello di Mystica, che non era riuscita a mantenere le sembianze umane durante il parto, iniziano una caccia alle streghe. Mystica deve fuggire, lasciando cadere deliberatamente il bambino da una cascata. Il piccolo viene trovato dalla zingara Margali Szardos che lo alleva e gli fornisce l'identità di Kurt Wagner. Nel circo Kurt cresce accanto ai due figli di Margali, Stefan e Jimanie (che diverrà Amanda Sefton), divenendo un trapezista formidabile. Kurt e Jimanie si innamorano. Quando il fratellastro Stefan impazzisce uccidendo due bambini, Kurt lo affronta e, nel tentativo di fermarlo, per errore lo uccide. Kurt fugge dalla furia di Margali, che era anche una signora delle arti mistiche e si reca a Windzeldorf in Germania.
Là i cittadini spaventati incominciano a perseguitarlo, ma viene salvato da Charles Xavier, che gli propone di unirsi agli X-Men. Entra così a far parte della nuova squadra di X-Men insieme con Colosso, Tempesta, Wolverine e altri mutanti, arruolati da Xavier per liberare gli X-Men originali intrappolati dall'isola vivente Krakoa, diventando uno dei membri più famosi della squadra.
In uno degli episodi Kurt incontra l'Uomo Ragno. La storia si svolge a New York, dove Kurt decide di recarsi a seguito della notizia dell'assassinio di un suo amico che il Daily Bugle attribuisce all'Uomo Ragno. Kurt si imbatte nell'eroe sulla scena di un crimine e, poiché lo trova con in mano un fucile, si convince della sua colpevolezza. I due si accusano reciprocamente del delitto e combattono fino a quando il Punitore li raggiunge e comincia a sparare su di loro. I due eroi, compreso l'equivoco, si alleano contro il comune nemico Castle che ha la meglio. Altre sparatorie convincono i tre eroi di essere vittime di una trappola. Riescono a fuggire e raggiungono Harlem dove Mosaico dà il via a una lotta che per poco non uccide l'Uomo Ragno. Dopo la fine della battaglia Kurt ritorna all'istituto.
È il primo degli X-Men a scoprire le prigioni di Magneto su Genosha.
Negli anni ha fatto parte del supergruppo Excalibur e di una squadra dei Difensori. Ultimamente Kurt ha scoperto le sue vere origini, ha fermato l'evocazione di alcuni demoni con l'aiuto di Magik II e aiuta gli X-Men ad affrontare la crisi del "M-Day".
Durante la saga "Secondo Avvento" Nightcrawler viene trapassato dal braccio della Sentinella Bastion nel tentativo di proteggere la Messia Mutante Hope. Teleportatosi con la ragazza e buona parte del corpo del nemico su Utopia, qui morirà poco dopo a causa delle ferite subite.

### Resurrezione
È riapparso durante l'iniziativa Marvel NOW! su Amazing X-Men numero 1, pubblicato su Wolverine and the X-Men durante il primo arco narrativo, alla fine dell'arco ritorna in vita facendo un patto con delle creature chiamate Bamf e risorge, ma a costo della sua anima.

## Poteri e abilità
- Teletrasporto: Nightcrawler è un mutante che può teletrasportarsi aprendo un portale verso un'altra dimensione e il cui naturale senso di orientamento inconscio gli permette di ritornare nella propria, il tutto avviene così velocemente che egli non si accorge di passare attraverso un'altra dimensione. Quando si teletrasporta, Nightcrawler lascia dietro di sé una piccola parte dell'atmosfera dell'altra dimensione, che sfugge lasciando trapelare un inconfondibile odore di zolfo. Al ritorno, il suo potere sposta automaticamente liquidi e gas estranei nelle immediate vicinanze, tra cui anche l'aria, facendo in modo che il vuoto lasciato venga colmato dall'aria circostante con un fragoroso "BAMF". Nightcrawler può trasportare anche oggetti e persone se questi sono in stretto contatto con lui, il viaggio però risulta più difficoltoso per Kurt più è grande la massa da lui trasportata. Attraverso la pratica, Nightcrawler ha aumentato la massa che può teleportare con lui, anche se il limite alla quantità di peso e la distanza che può percorrere quando è sottoposto a tali carichi non sono noti. Il teletrasporto risulta sgradevole a chiunque non ne sia abituato, infatti Nightcrawler sfrutta questo fatto teletrasportando l'avversario più e più volte fino a farlo svenire e rimanendo comunque in grado di combattere in quanto lo sforzo nello sfruttare il proprio potere non deriva dalla quantità di "salti" fatti ma dalla massa spostata e dalla distanza che essi percorrono. Inoltre è l'unico teleporta esistente oltre a Magik ad avere un accesso diretto con la Dimensione del Limbo.
Nightcrawler può facilmente teleportarsi da nord a sud lungo le linee del campo magnetico terrestre. Tuttavia, il teletrasporto da ovest a est oppure in linea verticale risulta notevolmente più difficile per il suo corpo in quanto il teletrasporto avviene perpendicolarmente al flusso dei campi magnetici. In condizioni ottimali, Nightcrawler può teletrasportarsi per due miglia da ovest a est, per 3 miglia a nord o a sud, e per 2 miglia in verticale (esistono casi eccezionali nei quali ha superato queste distanze). L'energia cinetica di Nightcrawler viene mantenuta fino alla chiusura del teletrasporto, così lui arriva con la stessa inerzia con cui è partito. Può ridurre questo movimento teletrasportandosi per brevi distanze nella direzione opposta. Non è documentato se sia in grado di teleportare altre forme di energia, ma si presume di no in quanto avrebbe dovuto farlo quando raggi energetici diretti verso la propria direzione sono invece passati attraverso la coltre solforica da lui creata durante la manifestazione del potere, sempre che il portale non si fosse chiuso prima del giungere dei suddetti raggi di energia.
- Capacità extrasensoriali: Nightcrawler ha una facoltà extrasensoriale derivante dal potere di teletrasporto che gli permette di conoscere sempre dove si trova, l'esatta distanza dalla posizione precedente a quella attuale, e dove si trovano i quattro punti cardinali, il tutto senza avere punti di riferimento di alcun tipo. Tuttavia non può permettersi di teleportarsi all'interno di luoghi a lui sconosciuti o di cui non conosce la planimetria altrimenti rischierebbe di materializzarsi all'interno di oggetti solidi o persone. Inoltre possiede la capacità di percepire se sta avvenendo un teletrasporto (qualsiasi sia la sua natura) all'interno di un raggio d'azione sconosciuto ma comunque limitato. Possiede anche una visione infrarossi, quindi non presenta problemi a vedere al buio.
- Aderenza alle superfici: Nightcrawler è anche in grado di aderire a superfici solide lisce attraverso le sue mani e piedi, abilità simile a quella di Spider-Man.
- Camuffamento: egli può anche rendersi invisibile quando si trova nell'ombra, quasi come si fondesse con l'oscurità. Si è scoperto che riesce a farlo deviando la luce attorno a sé attraverso la dimensione con cui si teletrasporta e al colore blu indaco della propria pelle (questo spiega il perché compare costantemente in ombra, anche in luce diretta).
- Grande forza: Nightcrawler possiede una grande forza fisica che gli permette di far volare una persona per notevole distanza con un solo calcio e sollevare un uomo con la coda e lanciarlo via senza sforzo.
- Abilità e conoscenze: Nightcrawler è un ginnasta di classe olimpica grazie alla flessibilità delle sue ossa e alla preparazione conseguita negli anni come acrobata di un circo. Egli è un abile combattente corpo a corpo e un maestro di scherma, che può anche eseguire con la coda, forte abbastanza per sostenere l'intero peso del suo corpo. È uno degli X-Men che possiede le competenze tecniche non solo di guidare il Blackbird ma anche di revisionarlo e ripararlo meccanicamente. Più volte è stato la persona con la conoscenza infermieristica maggiore all'interno del gruppo in assenza di medici qualificati quali, per esempio, Bestia.

## Traduzione del nome in italiano
In italiano il personaggio è presentato con il nome originale in inglese, a differenza di altri personaggi (per esempio Ciclope e Colosso). Tale nome indica in inglese un lombrico. Il termine è però anche un composto dei sostantivi night (notte) e crawler (persona che striscia) che hanno un evidente riferimento alla sua capacità di mimetizzarsi nelle tenebre. Malgrado questo secondo significato sia preponderante nel caratterizzare il personaggio, negli anni settanta l'Editoriale Corno nelle prime edizioni degli X-Men in italiano scelse di ribattezzare il personaggio "Lombrico".

## Altre versioni

### Ultimate
In Ultimate X-Men, Kurt ha fatto parte del progetto Arma X assieme a Rogue e Fenomeno.
In tale versione Kurt è molto amico di Colosso.
È una delle prime vittime dell'ondata d'acqua causata da Magneto durante Ultimatum.

### Amalgam
Nell'universo Amalgam Comics c'è un personaggio di nome Nightcreeper che milita nella JLX; costui si forma combinando Kurt al personaggio DC comics Creeper.

### Ruins
In questo universo tutto ciò di sbagliato che poteva succedere ai personaggi più famosi dei fumetti succede: qui i mutanti sono considerati una minaccia dal governo e quindi rinchiusi, e tra i vari prigionieri si può vedere Nightcrawler seduto che si mangia la sua stessa coda.

## Altri media

### Cinema
- Nel film X-Men 2 (2003) diretto da Bryan Singer, Kurt Wagner, alias Nightcrawler, è interpretato da Alan Cumming. All'inizio è solo una pedina nelle mani del colonnello William Stryker che cerca di utilizzarlo per scatenare una guerra tra umani e mutanti cercando di uccidere il presidente, fallendo in quanto ferito da una delle guardie. Verrà trovato da Jean Grey e Tempesta, unendosi agli X-Men. Inizialmente il personaggio sarebbe dovuto apparire in X-Men - Giorni di un futuro passato, ma Singer disse: "stavamo forzando troppi mutanti nella storia." Tuttavia, in una scena dove Mystica si infiltra nell'ufficio di Bolivar Trask per sfogliare il suo schedario, trova una foto del cadavere di Azazel. Mystica si mette a piangere nel vedere Azazel morto, implicando che abbiano avuto una relazione.
- Kodi Smit-McPhee interpreta il giovane Nightcrawler nel film X-Men - Apocalisse (2016), sempre diretto da Bryan Singer. Artista circense del Circo di Monaco, Kurt viene costretto a combattere in un fight club per mutanti contro Angelo. Viene liberato da Raven e condotto alla scuola per giovani mutanti di Xavier. Quando la scuola viene distrutta dal primo attacco di Apocalisse, Nightcrawler collabora con Scott Summers e Jean Grey per salvare Hank McCoy, Raven, Peter Maximoff e Moira MacTaggert catturati dal colonnello William Stryker, dopodiché giungono al Cairo per confrontarsi con Apocalisse, in cui Nightcrawler salva Xavier mentre il potente mutante cerca di trasferire la sua mente nel telepate, e poi salva la squadra dal jet che, schiantandosi, uccide Angelo; l'effetto collaterale per il teletrasporto con molte persone in una volta lo lascia così esausto che rimane svenuto fino a quando la battaglia con Apocalisse è finita. Alla fine del film diventa uno dei nuovi X-Men e si prepara ad allenarsi con gli altri affrontando delle Sentinelle nella Danger Room.
- Il personaggio appare brevemente in Deadpool 2 (2018), quando il protagonista gira per l'X-Mansion domandandosi dove siano tutti gli altri mutanti oltre a Colosso e Testata Mutante Negasonica. Nightcrawler, Ciclope, Quicksilver, Tempesta, Xavier e Bestia si trovano in una stanza vicina a Wade e Bestia chiude silenziosamente la porta per non essere scoperti.
- McPhee ha ripreso il ruolo del personaggio nel film X-Men: Dark Phoenix (2019). Qui, Nightcrawler è ufficialmente un membro degli X-Men, e parte con la sua squadra nello spazio per salvare alcuni astronauti rimasti intrappolati. Insieme a Jean Grey e Quicksilver, entra nella nave degli astronauti e riesce a salvarli, ma una volta tornati sulla Terra, Jean comincia a comportarsi in maniera strana. Nightcrawler aiuta così la sua squadra a salvare Jean, ma essa uccide Mystica. Dopo il funerale, Nightcrawler si reca a New York insieme a Xavier, Tempesta e Ciclope per cercare Jean, ma sono costretti a combattere contro Magneto e Bestia che è finito dalla sua parte, venendo però catturati da alcuni soldati americani e trasportati su un treno. Successivamente, si liberano e si alleano con Magneto e Bestia per salvare Jean, ma essa purtroppo muore. Nightcrawler ritorna così alla scuola di Xavier insieme ai suoi compagni.
- Alan Cumming riprenderà nuovamente il ruolo di Nightcrawler nel film del Marvel Cinematic Universe Avengers: Doomsday (2026).

### Televisione
Il personaggio appare nelle seguenti serie a cartoni animati:
- L'Uomo Ragno e i suoi fantastici amici
- L'audacia degli X-Men
- Insuperabili X-Men
- X-Men: Evolution
- Wolverine e gli X-Men
- Black Panther
- X-Men '97

### Videogiochi
Il personaggio è apparso nei seguenti videogiochi:
- The Uncanny X-Men
- X-Men: Madness in Murderworld
- X-Men
- X-Men 2: Clone Wars
- X-Men: Mutant Academy 2
- X-Men: Il regno di Apocalisse
- X-Men: Next Dimension
- X-Men 2: La vendetta di Wolverine
- X-Men 2: Battle
- X-Men Legends
- X-Men Legends II: L'Era di Apocalisse
- Marvel: La Grande Alleanza
- X-Men: Mutant Reign
- X-Men: Il gioco ufficiale
- Spider-Man: Il regno delle ombre
- X-Men le origini - Wolverine
- Marvel Super Hero Squad
- X-Men: Destiny
- Marvel vs. Capcom 3: Fate of Two Worlds
- Marvel: Avengers Alliance
- Marvel Heroes
- Marvel Puzzle Quest
- Marvel: Sfida dei campioni
- Marvel Future Fight
- Marvel: Strike Force
- Marvel: La Grande Alleanza 3:L'Ordine Nero
- Marvel Duel